# Pascual-Kammratte
Die Pascual-Kammratte (Ctenomys rosendopascuali) ist eine Art der Kammratten. Die Art kommt im nördlich zentralen Argentinien vor, wo sie nur in der Provinz Córdoba nachgewiesen ist.

## Merkmale
Die Pascual-Kammratte erreicht eine Kopf-Rumpf-Länge von etwa 17,7 Zentimetern bei den Männchen und 15,9 bis 16,6 Zentimetern bei den Weibchen. Es handelt sich damit um eine vergleichsweise kleine Art der Gattung. Die Rückenfärbung ist einfarbig grau, die Bauchfärbung etwas heller.
Der Karyotyp besteht aus einem Chromosomensatz von 2n=52 (FN=62, 64 oder 66). Die Spermien sind leicht asymmetrisch geformt.

## Verbreitung
Das Verbreitungsgebiet der Pascual-Kammratte ist auf das nördlich zentrale Argentinien begrenzt, wo sie als Endemit nur vom Fundort der Typen am Mar Chiquita im Departamento San Justo in der Provinz Córdoba nachgewiesen ist.

## Lebensweise
Über die Lebensweise der Pascual-Kammratte liegen wie bei den meisten Arten der Kammratten nur sehr wenige Informationen vor. Sie lebt wie alle Kammratten weitgehend unterirdisch in Gangsystemen. Die Tiere ernähren sich vegetarisch von den verfügbaren Pflanzen und sind Einzelgänger (solitär).

## Systematik
Die Pascual-Kammratte wird als eigenständige Art innerhalb der Gattung der Kammratten (Ctenomys) eingeordnet, die aus etwa 70 Arten besteht. In Wilson & Reeder 2005 wurde die Art allerdings nicht geführt. Die wissenschaftliche Erstbeschreibung der Art stammt von dem argentinischen Zoologen Julio Rafael Contreras aus dem Jahr 1995, der sie anhand von mehreren Individuen aus der Region am Mar Chiquita im Departamento San Justo in der argentinischen Provinz Córdoba beschrieb. Die Art wird innerhalb der Kammratten aufgrund molekularbiologischer Merkmale einem Artenkomplex um die Mendoza-Kammratte (Ctenomys mendocinus) zugeordnet.
Innerhalb der Art werden neben der Nominatform keine Unterarten unterschieden. Benannt wurde Ctenomys rosendopascuali nach dem  argentinischen Zoologen Rosendo Pascual.

## Status, Bedrohung und Schutz
Die Pascual-Kammratte wird von der International Union for Conservation of Nature and Natural Resources (IUCN) nicht gelistet.

## Belege
1. 1 2 3 4 5 6 7 8  Rosendo Pascual's Tuco-tuco. In: T.R.O. Freitas: Family Ctenomyidae In: Don E. Wilson, T.E. Lacher, Jr., Russell A. Mittermeier (Herausgeber): Handbook of the Mammals of the World: Lagomorphs and Rodents 1. (HMW, Band 6) Lynx Edicions, Barcelona 2016, S. 533. ISBN 978-84-941892-3-4.
2. 1 2  Ctenomys. In: Don E. Wilson, DeeAnn M. Reeder (Hrsg.): Mammal Species of the World. A taxonomic and geographic Reference. 2 Bände. 3. Auflage. Johns Hopkins University Press, Baltimore MD 2005, ISBN 0-8018-8221-4.
3. ↑  Beolens, Watkins & Grayson: The Eponym Dictionary of Mammals. JHU Press, 2009, S. 308 (Pascual).